# Emmanuel Ifeajuna
Emmanuel Ifeajuna (Emmanuel Arinze Ifeajuna; * 1935; † 25. September 1967 in Enugu) war ein nigerianischer Hochspringer und Major der Nigerianischen Streitkräfte.
Bei den British Empire and Commonwealth Games 1954 in Vancouver siegte er mit seiner persönlichen Bestleistung von 2,03 m. Er war damit der erste schwarze Afrikaner, der bei einem bedeutenden internationalen Sportereignis eine Goldmedaille gewann.
Im selben Jahr beendete er seine sportliche Laufbahn und begann ein Studium an der University of Ibadan. Danach arbeitete er zunächst als Lehrer, bevor er 1960 sich der Armee anschloss.
1966 gehörte er zu einer Gruppe von Offizieren, die gegen die von Nordnigerianern dominierte Regierung putschten. Dem offiziellen Polizeibericht zufolge soll Ifeajuna derjenige gewesen sein, der den Ministerpräsidenten Abubakar Tafawa Balewa tötete. Nach dem Scheitern des Putsch verhalf ihm der befreundete Lyriker Christopher Okigbo zur Flucht ins Ausland. Er kehrte zurück, nachdem ihm der Militärgouverneur der Ostregion Chukwuemeka Odumegwu Ojukwu seine Sicherheit garantierte.
Am 30. Mai 1967 erklärte Ojukwu, wie Ifeajuna ein Igbo, die Unabhängigkeit von Biafra. Ifeajuna plante mit drei weiteren Offizieren des Biafra-Militärs (Victor Banjo, Phillip Alale und Sam Agbam), im nun entbrennenden nigerianischen Bürgerkrieg mit der Zentralregierung zu verhandeln. Ihre Verschwörung wurde enttarnt, und alle vier wurden auf Veranlassung von Ojukwu wegen Landesverrats hingerichtet.